# Jean André Emanuel Beausejour Coliqueo
Jean André Emanuel Beausejour Coliqueo (Santiago de Xile, 1 de juny del 1984), és un futbolista professional afroxilè que actualment juga d'extrem al Coquimbo Unido. Beausejour també ha jugat per la selecció de Xile des del 2004.